# Distretto di Saint-Maurice
Il distretto di Saint-Maurice è un distretto del Canton Vallese, in Svizzera. Confina con i distretti di Monthey a nord-ovest, di Martigny a est, con il Canton Vaud (distretto di Aigle) a nord e con la Francia (dipartimento dell'Alta Savoia nel Rodano-Alpi) a sud-ovest. Il capoluogo è Saint-Maurice.

## Comuni
Amministrativamente è diviso in 9 comuni:
- Collonges
- Dorénaz
- Evionnaz
- Finhaut
- Massongex
- Salvan
- Saint-Maurice
- Vernayaz
- Vérossaz

### Divisioni
- 1816: Outre-Rhône → Collonges, Dorénaz
- 1816: Saint-Maurice → Mex, Saint-Maurice
- 1822: Saint-Maurice → Evionnaz, Saint-Maurice, Vérossaz
- 1912: Salvan → Salvan, Vernayaz

### Fusioni
- 2013: Mex, Saint-Maurice → Saint-Maurice